# Gösta Idås
Gösta Harry Idås, född 30 september 1912 i Barkåkra, Ängelholm, död 21 juni 1996 i Enköping, var en svensk målare och teckningslärare.
Idås var son till Ester Leontina Andersson och Harry Ivar Dahlberg men från 2 års ålder växte han upp som fosterbarn hos familjen Paulus och Maria (född Leissner) Thulin i Ängelholm tillsammans med sina deras två flickor Lisa och Paula. Paulus dog när Gösta var 10 år och familjen flyttade till Lund. Idås gick i skolan i Ängelholm, Lund och Enköping och utbildade sig till väg- och vatteningenjör. Han flyttade 1937 till Stockholm och gick på Stockholms reklamskola där han träffade sin blivande hustru Dagny Malm från Blekinge och de gifte sig 1939 då han även bytte namn till Idås. Tillsammans fick de barnen Per 1940, Annika 1943 och Anders 1950. Idås första utställning var Anonyma konstnärer i Stockholm 1942. De kommande åren ställde Idås ut tillsammans med konstnärerna Lennart Pilotti, Kurt Arvòr, Gerry Eckhardt och skulptören Leif Christerssen i Stockholm, Örebro, Härnösand, Skellefteå, Eksjö och Västerås.
År 1955 flyttade familjen till Boglösa socken strax söder om Enköping och Idås verkade som konstnär och senare även som bildlärare i kommunens skolor. Han gjorde illustrationer för tidningarna Byggnadsarbetaren och Stridsropet och han finns representerad på Västerås konstmuseum, Eskilstuna konstmuseum, i Enköpings kommun, Uppsala läns landsting och kyrkans hus.
Idås inspirerades i sitt tidiga konstnärskap av Evert Taube och Dan Anderssons diktning och på 1980-talet av J.R.R. Tolkiens Sagan om ringen. År 1988 slutade han måla på grund av en ögonsjukdom och han dog 1996.